# 服部峻治郎
服部 峻治郎（はっとり しゅんじろう、1890年（明治23年）12月18日 - 1983年（昭和58年）4月19日）は、日本の医学者、小児科医。医学博士。第14代京都大学総長。

## 略歴

### 概説
1890年兵庫県生まれ。京都帝国大学教授、同病院長を経て1951年に京都大学総長に就任。その直後、昭和天皇の京都大学視察訪問に際し、学生が公開質問状を用意し「平和の歌」をうたって迎えた『京大天皇事件』が起こり、その責任をとって1953年辞任。1983年に92歳で死去。

### 年表
- 1918年11月 - 京都帝国大学医科大学卒業
- 1923年06月 - 倉敷中央病院小児科医長
- 1923年11月 - 医学博士
- 1931年03月 - 京都帝国大学医学部教授
- 1941年12月 - 京都帝国大学医学部附属医院長
- 1945年12月 - 京都帝国大学結核研究所長
- 1949年05月 - 京都大学医学部附属医院長
- 1951年04月 - 京都大学分校主事
- 1951年11月 - 京都大学総長（ - 1953年）
- 1953年12月 - 京都大学名誉教授
- 1956年10月 - 京都市教育委員会委員長

## 受章歴
主な受章歴は以下のとおり。
- 1943年9月 - 従四位
- 1968年4月 - 勲一等瑞宝章
- 1973年10月15日 - 京都市名誉市民